# Joseph Alexis Bailly
Pour les articles homonymes, voir Bailly.
Joseph Alexis Bailly né le 21 janvier 1826 à Bruxelles et mort le 15 juin 1883 à Philadelphie est un sculpteur américain d'origine française.

## Parcours

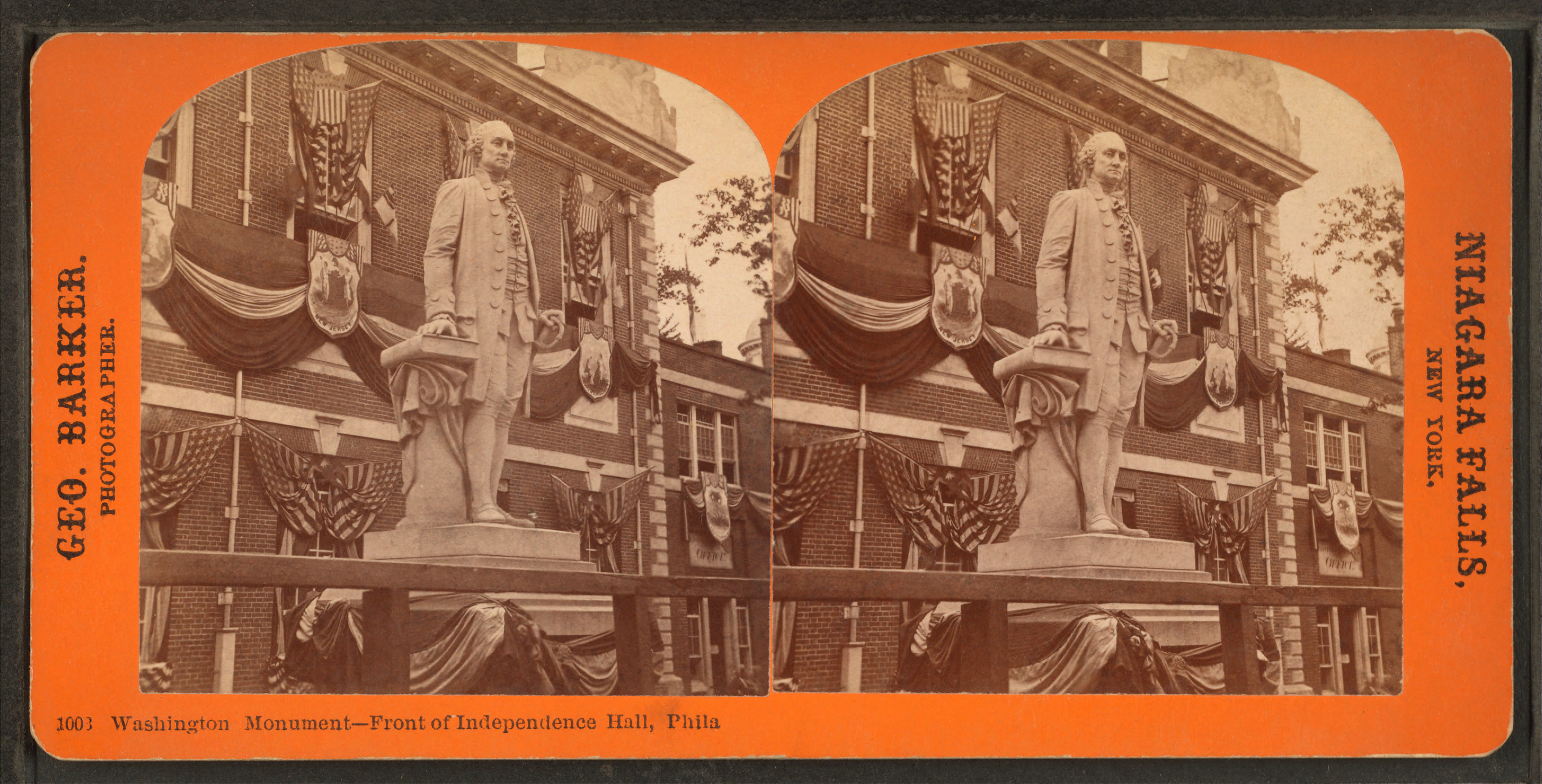
Vue stéréoscopique du George Washington Monument (1869, marbre), érigé devant la façade de l'Independence Hall à Philadelphie.

Fils d’un ébéniste parisien, Bailly entre aux Beaux-Arts de Paris avant d'être incorporé dans un régiment lors de la Révolution de 1848. Durant son service, il agresse un officier supérieur et doit s'enfuir en Angleterre ; là, il suit brièvement les cours du sculpteur Edward Hodges Baily (sans lien de parenté connu). Après une série de voyages qui le mène durant l'année 1850 en Argentine, puis aux États-Unis, il s'installe à Philadelphie.
Ses premières réalisations comprennent la décoration intérieure de l’Academy of Music de Philadelphie (1855-1857), puis l'horloge monumentale du Capitole située dans la Chambre des représentants à Washington (1858).
Deux ensembles en marbre intitulé Paradise Lost et First Prayer (1863-1868) sont conservés àà la Pennsylvania Academy of the Fine Arts.
Dans les années 1870, l’Institut monétaire américain lui passe commande d'une série de Trade dollar, pièces en argent servant aux règlements internationaux.
L’un de ses disciples fut le sculpteur Alexander Milne Calder.

## Autres œuvres notables

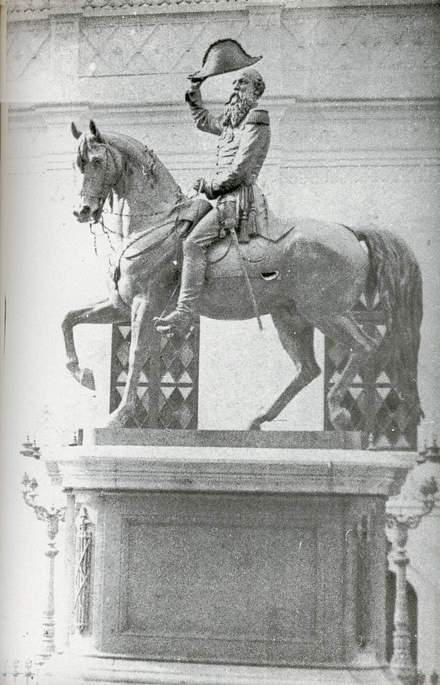
Monument à Antonio Guzmán Blanco (1875–1879), Caracas.

- Buste d'Abraham Lincoln (1865), alliage métallique, multiple édité après l'assassinat du président.
- Monument à Antonio Guzmán Blanco (1875–1879), statue équestre en bronze, Caracas.